# Habiel Medina Flores
Habiel Medina Flores (Soto la Marina, Tamaulipas, 23 de enero de 1961) es un agricultor, ganadero, empresario y político mexicano. Fue alcalde del municipio de Soto La Marina para el periodo 2016-2018.

## Biografía
Habiel Medina nació el 23 de enero de 1961 en la comunidad de Nombre de Dios del municipio de Soto La Marina. Es hijo del matrimonio conformado por el ganadero Guadalupe Medina y su esposa Luisa Flores. Es el mayor de 8 hermanos. Desde temprana edad se acopló a la dinámica familiar tanto en el cuidado del ganado como el de sus hermanos. Simultáneamente caminaba 5 kilómetros diarios para cursar sus estudios de educación básica en una comunidad aledaña.
Tiene estudios profesionales parcialmente concluidos tanto en la licenciatura en derecho como en administración por la Universidad Autónoma de Tamaulipas en Ciudad Victoria. Dificultades económicas lo hacen regresar a Soto La Marina donde incursiona en el ramo empresarial. Actualmente también se dedica a la agricultura y ganadería, mismos que desempeña junto a su cargo de presidente del municipio.

## Campaña proselitista
Inició su carrera política bajo las siglas del Partido Acción Nacional en el 2016. El lema de su campaña fue "Hagamos bien las cosas", argumentando que las intenciones de una persona son el factor más importante a considerar para desempeñar un cargo público.
Tras 3 meses de campaña representando a la oposición, resultó elegido con el 48% de los votos computados.

## Primer año de gobierno
El primer año de su gobierno se ha concentrado en los rubros de salud, infraestructura, educación, servicios públicos y vivienda.
En cuanto a la salud, inició un programa de traslados gratuitos a Ciudad Victoria exclusivos para los habitantes que padecen una enfermedad y cuyo tratamiento requiera atención especializada. Ha realizado la cobertura del costo completo de medicamentos y estudios de gabinete y laboratorio para personas de escasos recursos. También emprendió un plan para combatir de manera inmediata el fecalismo y la amenaza sanitaria que representa al dotar con letrinas a todas las familias que así lo requirieran.
En infraestructura dio marcha a distintas obras como la modernización del eje vial del municipio, modernización de la plaza principal, pavimentación de vialidades con concreto hidráulico, pavimentación con asfalto de caminos rurales y extension de red eléctrica en comunidades rurales. A su vez, ha realizado labores de bacheo en las principales vialidades y de acondicionamiento de caminos y calles con maquinaria pesada a lo largo del municipio. También ha realizado diversas obras hidráulicas para abastecer comunidades distantes con el servicio de agua, así como la restauración de las palapas ubicadas en el poblado de La Pesca y de las ubicadas en la playa Tepehuajes.
En educación se logró la adquisición de 2 autobuses de pasajeros que realizan viajes semanalmente a la capital tamaulipeca para apoyar a estudiantes de escasos recursos que cursan sus estudios de educación superior en dicha entidad. También se dispuso de 2 complejos departamentales para disposición de los alumnos que provienen de comunidades rurales alejadas de la cabecera municipal y deseen continuar con sus estudios de educación secundaria y media superior. A su vez, gestionó la construcción de desayunadores escolares y aulas didácticas en escuelas primarias.
En servicios públicos destacan la adquisición del primer camión de bomberos en el municipio, un camión recolector de basura y una ambulancia a disposición de protección civil. Labores diarias de recolección de basura y mantenimiento de las instalaciones de espacios públicos, así como del alumbrado. Se han realizado brigadas mensuales de limpieza en la playa de La Pesca.
En vivienda gestionó a rededor de 100 viviendas para familias en condiciones de pobreza extrema y hacinamiento y colaboró con la edificación de 50 mas.